# Falkenhain
Falkenhain è una frazione del comune tedesco di Lossatal, in Sassonia.

## Storia
Falkenhain fu citata per la prima volta nel 1198, e costituiva un piccolo centro rurale.
Il 1º gennaio 2012 il comune di Falkenhain fu fuso con il comune di Hohburg, formando il nuovo comune di Lossatal.